# Apostolepis longicaudata
Apostolepis longicaudata là một loài rắn trong họ Colubridae. Loài này được Gomes mô tả khoa học đầu tiên năm 1921.